# 知念績高
知念 績高（知念 積高、ちねん せっこう、尚穆王10年5月5日（1761年6月7日） - 尚灝王25年6月15日（1828年7月26日））は、琉球王国の三線奏者。
首里に生まれる。初め湛水流の奥平朝昌に師事し、のち屋嘉比朝寄の当流を学んだ。2回にわたり御冠船踊の楽師を務める。農民の出身だったが士族に列せられた。また、屋嘉比の作った楽譜「工六四」（くるるんしー）を改良し、「芭蕉紙工工四」（ばしょうしくんくんしー）を完成する。
知念は当時、まれにみる声楽家で、かつ理論家でもあり、屋嘉比の当流を繊細で技巧的なものに大きく変化させた。弟子に、安冨祖流の祖・安冨祖正元や野村流の祖・野村安趙がいる。野村は尚泰王の命を受け、知念の工工四を改良した「野村工工四」を編纂した。